# Großer Preis von Portugal 2020
Der Große Preis von Portugal 2020 (offiziell Formula 1 Heineken Grande Prémio de Portugal 2020) fand am 25. Oktober auf dem Autódromo Internacional do Algarve in Portimão statt und war das zwölfte Rennen der Formel-1-Weltmeisterschaft 2020.

## Bericht

### Hintergründe
Nach dem Großen Preis der Eifel führte Lewis Hamilton in der Fahrerwertung mit 69 Punkten vor Valtteri Bottas und mit 83 Punkten vor Max Verstappen. In der Konstrukteurswertung führte Mercedes mit 180 Punkten vor Red Bull Racing und mit 271 Punkten vor Racing Point.
Aufgrund der COVID-19-Pandemie wurden verschiedene Rennen der Formel-1-Weltmeisterschaft 2020 abgesagt oder verschoben. Am 24. Juli 2020 veröffentlichten die Veranstalter der Formel-1-Weltmeisterschaft weitere Rennen des überarbeiteten Rennkalenders. Mit dabei war der Große Preis von Portugal, welcher erstmals seit 1996 wieder ausgetragen wurde, dabei fand das Rennen zum ersten Mal überhaupt auf dem Autódromo Internacional do Algarve statt.
Vor dem Rennwochenende gab es einen Fahrerwechsel: Bei Racing Point kehrte Lance Stroll zurück ins Cockpit und ersetzte Nico Hülkenberg.
Da der Große Preis von Portugal letztmals 1996 ausgetragen wurde, trat kein ehemaliger Sieger zu diesem Grand Prix an. Keiner der Fahrer war zuvor bei einem Großen Preis von Portugal am Start gewesen.
Rennkommissare waren Felix Holter (DEU), Paulo Magalhães (POR), Tim Mayer (USA) und Witali Petrow (RUS). Aufgrund des Todes seines Vaters wurde Petrow nach dem Qualifying freigestellt und durch den portugiesischen Ex-Rennfahrer Bruno Correia ersetzt.

### Training
Im ersten freien Training war Bottas mit einer Rundenzeit von 1:18,410 Minuten Schnellster vor Hamilton und Verstappen.
Auch im zweiten freien Training fuhr Bottas die Bestzeit, diesmal mit einer Rundenzeit von 1:17,940 Minuten. Zweiter wurde Verstappen vor Lando Norris. Das Training wurde aufgrund eines technischen Defekts von Pierre Gasly, der sein Fahrzeug an einer potenziell gefährlichen Stelle abstellte, sowie einer Kollision zwischen Verstappen und Stroll zweimal unterbrochen.
Im dritten freien Training war Bottas mit einer Rundenzeit von 1:16,654 Minuten abermals Schnellster, Zweiter wurde diesmal Hamilton vor Verstappen. Das Training wurde eine Minute vor dem Ende vorzeitig abgebrochen. Am Ausgang von Kurve 14 hatte sich eine Kanalabdeckung gelöst, als diese von Sebastian Vettel überfahren wurde.

### Qualifying
Aufgrund von Reparaturarbeiten an der beschädigten Kanalabdeckung begann das Qualifying mit 30 Minuten Verspätung.
Das Qualifying bestand aus drei Teilen mit einer Nettolaufzeit von 45 Minuten. Im ersten Qualifying-Segment (Q1) hatten die Fahrer 18 Minuten Zeit, um sich für das Rennen zu qualifizieren. Alle Fahrer, die im ersten Abschnitt eine Zeit erzielten, die maximal 107 Prozent der schnellsten Rundenzeit betrug, qualifizierten sich für den Grand Prix. Die besten 15 Fahrer erreichten den nächsten Teil. Hamilton war Schnellster. Nicholas Latifi sowie die Haas- und Alfa-Romeo-Piloten schieden aus.
Der zweite Abschnitt (Q2) dauerte 15 Minuten. Die schnellsten zehn Piloten qualifizierten sich für den dritten Teil des Qualifyings und mussten mit den hier verwendeten Reifen das Rennen starten, alle anderen hatten freie Reifenwahl für den Rennstart. Beide Mercedes- und Ferrari-Piloten erzielten ihre schnellste Rundenzeit auf Medium, alle übrigen Piloten auf Soft. Daniel Ricciardo drehte sich kurz vor dem Ende des Qualifyingabschnitts und schlug rückwärts in die Streckenbegrenzung ein. Er schaffte es jedoch anschließend aus eigener Kraft zurück an seine Box. Bottas war Schnellster. Vettel, George Russell, Daniil Kwjat, Stroll und Esteban Ocon schieden aus.
Der letzte Abschnitt (Q3) ging über eine Zeit von zwölf Minuten, in denen die ersten zehn Startpositionen vergeben wurden. Ricciardo fuhr nach seinem Unfall im zweiten Abschnitt keine Runde in diesem Segment. Hamilton fuhr mit einer Rundenzeit von 1:16,652 Minuten die Bestzeit vor Bottas und Verstappen. Es war die 97. Pole-Position für Hamilton in der Formel-1-Weltmeisterschaft, davon die neunte in dieser Saison.

### Rennen
Die beiden Mercedes und Charles Leclerc starteten auf Medium-Reifen, während die anderen Fahrer in den ersten Reihen mit Soft-Reifen starteten.
Gleich zu Beginn begann es leicht zu regnen, was sich auf die erste Runde auswirkte. Hamilton behiel die Führung, während Bottas von Verstappen überholt wurde, es aber bereits in den ersten Kurven schaffte, den zweiten Platz zurückzuerobern. Verstappen wurde dann von Sergio Pérez angegriffen, es kam zu einer Berührung zwischen den beiden: Pérez drehte sich und musste an die Box, während Verstappen mehrere Positionen verlor. Mittlerweile ging Bottas ganz langsam an Hamilton vorbei. Kurz darauf traf Carlos Sainz jr. auf das Mercedes-Duon, der dank der weichen Reifen die Führung des Rennens übernehmen konnte. Der andere McLaren von Norris war Vierter, gefolgt von Verstappen, Kimi Räikkönen, Ricciardo, Leclerc und Gasly.
Der Spanier behielt die Führung bis zur fünften Runde, als er von Bottas überholt wurde. Die auf den deutschen Autos montierten Medium-Reifen begannen nun besser zu funktionieren als die Soft-Reifen. Unterdessen überholte Verstappen Norris und belegte den vierten Platz. In Runde sechs überholte Leclerc Ricciardo und in der folgenden Runde gab Sainz jr. die Position an Hamilton ab, der nun weniger als zwei Sekunden hinter Spitzenreiter Bottas lag. In Runde acht überholte auch Verstappen Sainz jr., während Leclerc Räikkönen vom sechsten Platz verdrängte. In den folgenden Runden verlor der Alfa Romeo Racing-Pilot mehrere Positionen an schnellere Fahrer. Der Monegasse zog dann auch an Norris vorbei. In Runde 11 übernahm Gasly den siebten Platz von Norris, während Leclerc in der folgenden Runde Sainz jr. überholte.
In der Rangliste stand Bottas an erster Stelle, gefolgt von Hamilton, Verstappen, Leclerc, Sainz jr., Norris, Gasly, Ricciardo und Stroll. Gasly überholte Norris in Runde 13. In Runde 15 stoppte Ricciardo. Vier Runden später versuchte Stroll, Norris zu überholen, die beiden Autos kollidierten in der ersten Kurve und beide Fahrer mussten an die Box. Die Rennleitung bestrafte den Kanadier mit einer Fünf-Sekunden-Zeitstrafe. In der nächsten Runde überholte Hamilton Bottas und übernahm den ersten Platz. Auch Verstappen stoppte in Runde 20 und entschied sich für Medium-Reifen. In der 30. Runde stoppte dann Sainz jr.
Hamilton baute seinen Vorsprung auf acht Sekunden aus, während Leclerc mit 26 Sekunden Rückstand auf den Engländer Dritter war. Die ersten drei der Rangliste hatten ihre Reifen noch nicht gewechselt. In der 34. Runde überholte Pérez in einem hitzigen Duell Ocon, der noch nicht angehalten hatte, und sicherte sich den fünften Platz. Leclerc hielt in der 35. Runde an, um Mediums aufzuziehen, während Hamilton auf die 41. Runde wartete. In der nächsten Runde war Bottas an der Reihe. Auch die Mercedes-Piloten entschieden sich dafür, das Rennen auf Medium-Reifen zu absolvieren. Nach diesen Stopps sah die Rangliste immer noch Hamilton an erster Stelle, vor Bottas, Verstappen, Leclerc, Pérez, Ocon und Ricciardo.
Hamilton baute seinen Vorsprung auf Bottas weiter aus, während Gasly in Runde 46 den siebten Platz von Ricciardo übernahm. In derselben Runde stoppte Pérez zum zweiten Mal, nach dem Boxenstopp in der ersten Runde. Der Mexikaner wart auf weichen Reifen unterwegs. Ocon, der die Reifen noch nicht gewechselt hatte, wartete bis zur 52. Runde: Als Achter kehrte er auf die Strecke zurück. Auch der Renault-Pilot entschied sich für die weichere Mischung. Stroll zog sich unterdessen wegen eines technischen Problems vom Rennen zurück.
Auf der Strecke regnete es immer noch zeitweise, die Niederschlagsintensität war jedoch sehr gering. Was die Piloten jedoch am meisten störte, war der Wind. In den letzten Runden duellierten sich Hamilton und Bottas, allerdings nur um den Zusatzpunkt für die schnellste Runde, da der Weltmeister mit großem Vorsprung führte. Wenige Runden vor Schluss näherten sich sowohl Gasly als auch Sainz jr. Pérez, der nun mit seinen Reifen in einer Krise steckte. Beide überholten den Mexikaner, welcher gegen Ocon allerdings kontern konnte.
Hamilton gewann schließlich das Rennen vor Bottas und Verstappen. Mit seinem 92. Sieg in der Formel-1-Weltmeisterschaft überbot Hamilton den bisherigen Rekordhalter Michael Schumacher. Die restlichen Punkteplatzierungen belegten Leclerc, Gasly, Sainz jr., Pérez, Ocon, Ricciardo und Vettel. Hamilton erhielt einen zusätzlichen Punkt, da er die schnellste Rennrunde erzielte.
In der Fahrerwertung baute Hamilton seinen Vorsprung gegenüber Bottas und Verstappen aus. In der Konstrukteurswertung blieben die ersten drei Positionen unverändert.

## Meldeliste
| Team                          | Nr. | Fahrer             | Chassis                            | Motor                              | Reifen |
| ----------------------------- | --- | ------------------ | ---------------------------------- | ---------------------------------- | ------ |
| Mercedes-AMG Petronas F1 Team | 44  | Lewis Hamilton     | Mercedes-AMG F1 W11 EQ Performance | Mercedes-AMG F1 M11 EQ Performance | P      |
| Mercedes-AMG Petronas F1 Team | 77  | Valtteri Bottas    | Mercedes-AMG F1 W11 EQ Performance | Mercedes-AMG F1 M11 EQ Performance | P      |
| Scuderia Ferrari              | 05  | Sebastian Vettel   | Ferrari SF1000                     | Ferrari 065                        | P      |
| Scuderia Ferrari              | 16  | Charles Leclerc    | Ferrari SF1000                     | Ferrari 065                        | P      |
| Aston Martin Red Bull Racing  | 33  | Max Verstappen     | Red Bull Racing RB16               | Honda RA620H                       | P      |
| Aston Martin Red Bull Racing  | 23  | Alexander Albon    | Red Bull Racing RB16               | Honda RA620H                       | P      |
| McLaren F1 Team               | 55  | Carlos Sainz jr.   | McLaren MCL35                      | Renault E-Tech 20                  | P      |
| McLaren F1 Team               | 04  | Lando Norris       | McLaren MCL35                      | Renault E-Tech 20                  | P      |
| Renault DP World F1 Team      | 03  | Daniel Ricciardo   | Renault R.S.20                     | Renault E-Tech 20                  | P      |
| Renault DP World F1 Team      | 31  | Esteban Ocon       | Renault R.S.20                     | Renault E-Tech 20                  | P      |
| Scuderia AlphaTauri Honda     | 26  | Daniil Kwjat       | AlphaTauri AT01                    | Honda RA620H                       | P      |
| Scuderia AlphaTauri Honda     | 10  | Pierre Gasly       | AlphaTauri AT01                    | Honda RA620H                       | P      |
| BWT Racing Point F1 Team      | 11  | Sergio Pérez       | Racing Point RP20                  | BWT Mercedes                       | P      |
| BWT Racing Point F1 Team      | 18  | Lance Stroll       | Racing Point RP20                  | BWT Mercedes                       | P      |
| Alfa Romeo Racing Orlen       | 07  | Kimi Räikkönen     | Alfa Romeo Racing C39              | Ferrari 065                        | P      |
| Alfa Romeo Racing Orlen       | 99  | Antonio Giovinazzi | Alfa Romeo Racing C39              | Ferrari 065                        | P      |
| Haas F1 Team                  | 08  | Romain Grosjean    | Haas VF-20                         | Ferrari 065                        | P      |
| Haas F1 Team                  | 20  | Kevin Magnussen    | Haas VF-20                         | Ferrari 065                        | P      |
| Williams Racing               | 63  | George Russell     | Williams FW43                      | Mercedes-AMG F1 M11 EQ Performance | P      |
| Williams Racing               | 06  | Nicholas Latifi    | Williams FW43                      | Mercedes-AMG F1 M11 EQ Performance | P      |

## Klassifikationen

### Qualifying
| Pos.                                                                      | Fahrer             | Konstrukteur              | Q1       | Q2       | Q3         | Start |
| ------------------------------------------------------------------------- | ------------------ | ------------------------- | -------- | -------- | ---------- | ----- |
| 01                                                                        | Lewis Hamilton     | Mercedes                  | 1:16,828 | 1:16,824 | 1:16,652   | 01    |
| 02                                                                        | Valtteri Bottas    | Mercedes                  | 1:16,945 | 1:16,466 | 1:16,754   | 02    |
| 03                                                                        | Max Verstappen     | Red Bull Racing-Honda     | 1:16,879 | 1:17,038 | 1:16,904   | 03    |
| 04                                                                        | Charles Leclerc    | Ferrari                   | 1:17,421 | 1:17,367 | 1:17,090   | 04    |
| 05                                                                        | Sergio Pérez       | Racing Point-BWT Mercedes | 1:17,370 | 1:17,129 | 1:17,223   | 05    |
| 06                                                                        | Alexander Albon    | Red Bull Racing-Honda     | 1:17,435 | 1:17,411 | 1:17,437   | 06    |
| 07                                                                        | Carlos Sainz jr.   | McLaren-Renault           | 1:17,627 | 1:17,183 | 1:17,520   | 07    |
| 08                                                                        | Lando Norris       | McLaren-Renault           | 1:17,547 | 1:17,321 | 1:17,525   | 08    |
| 09                                                                        | Pierre Gasly       | AlphaTauri-Honda          | 1:17,209 | 1:17,367 | 1:17,803   | 09    |
| 10                                                                        | Daniel Ricciardo   | Renault                   | 1:17,621 | 1:17,481 | keine Zeit | 10    |
| 11                                                                        | Esteban Ocon       | Renault                   | 1:17,775 | 1:17,614 | –          | 11    |
| 12                                                                        | Lance Stroll       | Racing Point-BWT Mercedes | 1:17,667 | 1:17,626 | –          | 12    |
| 13                                                                        | Daniil Kwjat       | AlphaTauri-Honda          | 1:17,841 | 1:17,728 | –          | 13    |
| 14                                                                        | George Russell     | Williams-Mercedes         | 1:17,931 | 1:17,788 | –          | 14    |
| 15                                                                        | Sebastian Vettel   | Ferrari                   | 1:17,446 | 1:17,919 | –          | 15    |
| 16                                                                        | Kimi Räikkönen     | Alfa Romeo Racing-Ferrari | 1:18,201 | –        | –          | 16    |
| 17                                                                        | Antonio Giovinazzi | Alfa Romeo Racing-Ferrari | 1:18,323 | –        | –          | 17    |
| 18                                                                        | Romain Grosjean    | Haas-Ferrari              | 1:18,364 | –        | –          | 18    |
| 19                                                                        | Kevin Magnussen    | Haas-Ferrari              | 1:18,508 | –        | –          | 19    |
| 20                                                                        | Nicholas Latifi    | Williams-Mercedes         | 1:18,777 | –        | –          | 20    |
| 107-Prozent-Zeit: 1:22,206 min (bezogen auf Q1-Bestzeit von 1:16,828 min) |                    |                           |          |          |            |       |

### Rennen
| Pos. | Fahrer             | Konstrukteur              | Runden | Stopps | Zeit        | Start | Schnellste Runde |
| ---- | ------------------ | ------------------------- | ------ | ------ | ----------- | ----- | ---------------- |
| 01   | Lewis Hamilton     | Mercedes                  | 66     | 1      | 1:29:56,828 | 01    | 1:18,750 (63.)   |
| 02   | Valtteri Bottas    | Mercedes                  | 66     | 1      | + 25,592    | 02    | 1:19,345 (66.)   |
| 03   | Max Verstappen     | Red Bull Racing-Honda     | 66     | 1      | + 34,508    | 03    | 1:19,854 (62.)   |
| 04   | Charles Leclerc    | Ferrari                   | 66     | 1      | + 1:05,312  | 04    | 1:20,408 (66.)   |
| 05   | Pierre Gasly       | AlphaTauri-Honda          | 65     | 1      | + 1 Runde   | 09    | 1:20,551 (65.)   |
| 06   | Carlos Sainz jr.   | McLaren-Renault           | 65     | 1      | + 1 Runde   | 07    | 1:20,268 (65.)   |
| 07   | Sergio Pérez       | Racing Point-BWT Mercedes | 65     | 2      | + 1 Runde   | 05    | 1:20,802 (49.)   |
| 08   | Esteban Ocon       | Renault                   | 65     | 1      | + 1 Runde   | 11    | 1:20,859 (61.)   |
| 09   | Daniel Ricciardo   | Renault                   | 65     | 1      | + 1 Runde   | 10    | 1:20,906 (61.)   |
| 10   | Sebastian Vettel   | Ferrari                   | 65     | 1      | + 1 Runde   | 15    | 1:20,731 (62.)   |
| 11   | Kimi Räikkönen     | Alfa Romeo Racing-Ferrari | 65     | 1      | + 1 Runde   | 16    | 1:21,058 (60.)   |
| 12   | Alexander Albon    | Red Bull Racing-Honda     | 65     | 2      | + 1 Runde   | 06    | 1:19,890 (61.)   |
| 13   | Lando Norris       | McLaren-Renault           | 65     | 2      | + 1 Runde   | 08    | 1:19,360 (65.)   |
| 14   | George Russell     | Williams-Mercedes         | 65     | 1      | + 1 Runde   | 14    | 1:20,882 (62.)   |
| 15   | Antonio Giovinazzi | Alfa Romeo Racing-Ferrari | 65     | 1      | + 1 Runde   | 17    | 1:21,893 (46.)   |
| 16   | Kevin Magnussen    | Haas-Ferrari              | 65     | 1      | + 1 Runde   | 19    | 1:21,460 (63.)   |
| 17   | Romain Grosjean    | Haas-Ferrari              | 65     | 1      | + 1 Runde   | 18    | 1:21,664 (59.)   |
| 18   | Nicholas Latifi    | Williams-Mercedes         | 64     | 1      | + 2 Runden  | 20    | 1:21,859 (53.)   |
| 19   | Daniil Kwjat       | AlphaTauri-Honda          | 64     | 2      | + 2 Runden  | 13    | 1:20,449 (59.)   |
| –    | Lance Stroll       | Racing Point-BWT Mercedes | 51     | 2      | DNF         | 12    | 1:21,694 (45.)   |

Anmerkungen
1. ↑  Grosjean erhielt eine Zeitstrafe von fünf Sekunden, da er sich durch das Verlassen der Strecke einen Vorteil verschaffte.
2. ↑  Kwjat erhielt eine Zeitstrafe von fünf Sekunden, da er sich durch das Verlassen der Strecke einen Vorteil verschaffte.
3. ↑  Stroll erhielt eine Zeitstrafe von fünf Sekunden, da er sich durch das Verlassen der Strecke einen Vorteil verschaffte.

## WM-Stände nach dem Rennen
Die ersten zehn des Rennens bekamen 25, 18, 15, 12, 10, 8, 6, 4, 2 bzw. 1 Punkt(e). Zusätzlich gab es einen Punkt für die schnellste Rennrunde, da der Fahrer unter den ersten zehn landete.

### Fahrerwertung
| Pos. | Fahrer           | Konstrukteur              | Punkte |
| ---- | ---------------- | ------------------------- | ------ |
| 01   | Lewis Hamilton   | Mercedes                  | 256    |
| 02   | Valtteri Bottas  | Mercedes                  | 179    |
| 03   | Max Verstappen   | Red Bull Racing-Honda     | 162    |
| 04   | Daniel Ricciardo | Renault                   | 80     |
| 05   | Charles Leclerc  | Ferrari                   | 75     |
| 06   | Sergio Pérez     | Racing Point-BWT Mercedes | 74     |
| 07   | Lando Norris     | McLaren-Renault           | 65     |
| 08   | Alexander Albon  | Red Bull Racing-Honda     | 64     |
| 09   | Pierre Gasly     | AlphaTauri-Honda          | 63     |
| 10   | Carlos Sainz jr. | McLaren-Renault           | 59     |
| 11   | Lance Stroll     | Racing Point-BWT Mercedes | 57     |

| Pos. | Fahrer             | Konstrukteur              | Punkte |
| ---- | ------------------ | ------------------------- | ------ |
| 12   | Esteban Ocon       | Renault                   | 40     |
| 13   | Sebastian Vettel   | Ferrari                   | 18     |
| 14   | Daniil Kwjat       | AlphaTauri-Honda          | 14     |
| 15   | Nico Hülkenberg    | Racing Point-BWT Mercedes | 10     |
| 16   | Antonio Giovinazzi | Alfa Romeo Racing-Ferrari | 3      |
| 17   | Kimi Räikkönen     | Alfa Romeo Racing-Ferrari | 2      |
| 18   | Romain Grosjean    | Haas-Ferrari              | 2      |
| 19   | Kevin Magnussen    | Haas-Ferrari              | 1      |
| 20   | Nicholas Latifi    | Williams-Mercedes         | 0      |
| 21   | George Russell     | Williams-Mercedes         | 0      |

### Konstrukteurswertung
| Pos. | Konstrukteur              | Punkte |
| ---- | ------------------------- | ------ |
| 1    | Mercedes                  | 435    |
| 2    | Red Bull Racing-Honda     | 226    |
| 3    | Racing Point-BWT Mercedes | 126    |
| 4    | McLaren-Renault           | 124    |
| 5    | Renault                   | 120    |

| Pos. | Konstrukteur              | Punkte |
| ---- | ------------------------- | ------ |
| 06   | Ferrari                   | 93     |
| 07   | AlphaTauri-Honda          | 77     |
| 08   | Alfa Romeo Racing-Ferrari | 5      |
| 09   | Haas-Ferrari              | 3      |
| 10   | Williams-Mercedes         | 0      |